# 시노팜
시노팜은 중화인민공화국의 국영 제약 회사이다.

## 역사
1998년 11월 26일 설립했다. 당시에는 시노팜이라고 부르지 않고, 중국의약그룹(CNPGC, China National Pharmaceutical Group Corp.)이라고 불렀다.
2003년에 시노팜이란 이름으로 변경했다. 시노팜과 중국의약그룹은 동의어로 뉴스에 보도된다.
2009년 홍콩 증권거래소에 상장했다.

## 코로나19 백신개발
시노팜은 두 개의 코로나19 백신 BBIBP-CorV와 WIBP-CorV를 개발했다.

## 주요 제품
- BBIBP-CorV - 시노팜이 개발한 코로나19 백신